# Хакерби, Даррен
Да́ррен Карл Ха́керби (англ. Darren Carl Huckerby; 23 апреля 1976, Ноттингем, Англия) — английский футболист, нападающий.

## Карьера

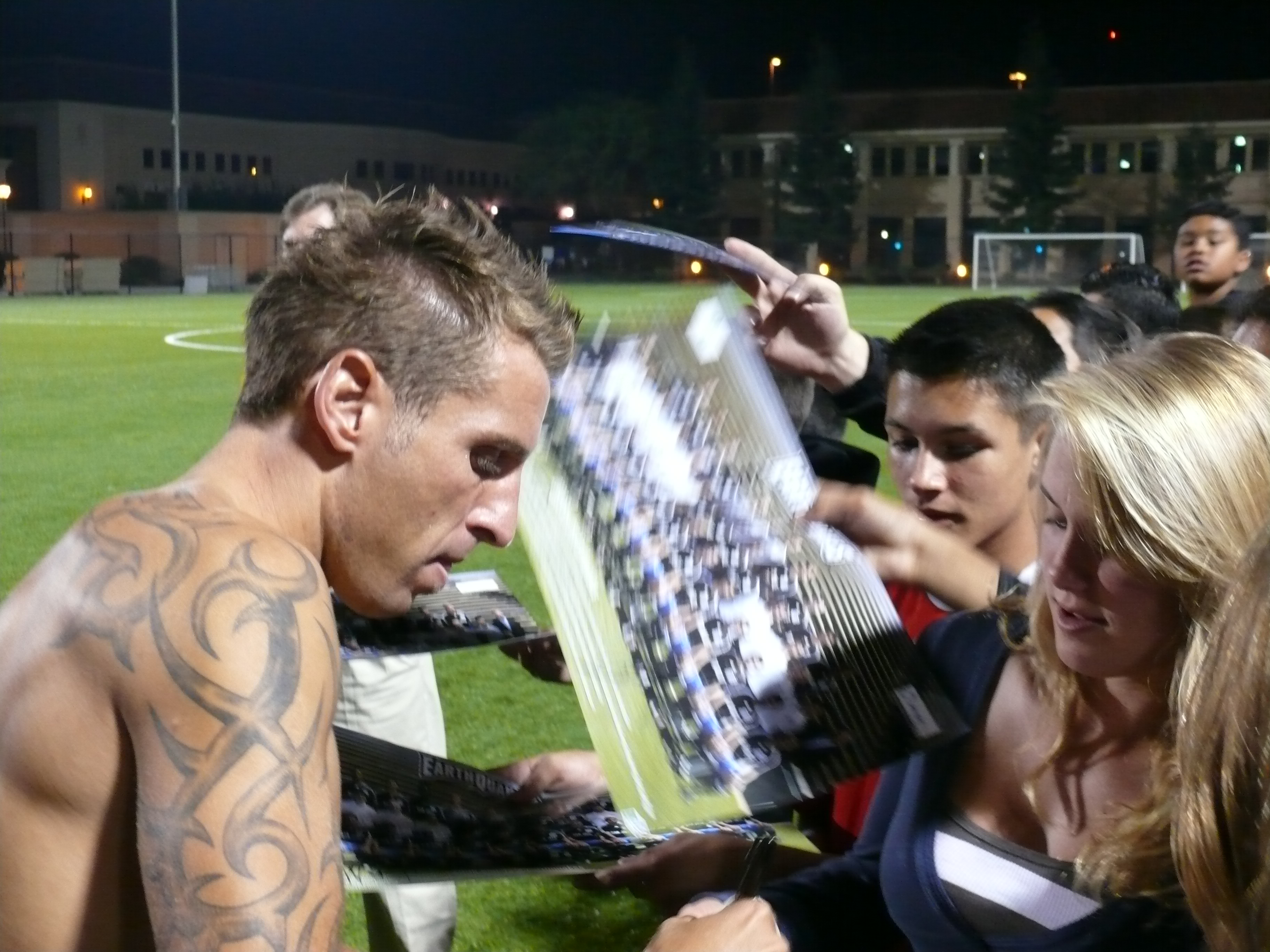
Хакерби раздаёт автографы поклонникам

Профессиональную карьеру Хакерби начал в клубе «Линкольн Сити» в 1993 году. В ноябре 1995 года Даррен перешёл в «Ньюкасл Юнайтед», но закрепиться в основе клуба не смог. В 1996 году он провёл в аренде 6 матчей за «Миллуолл» и в том же году был продан в «Ковентри Сити» за 1000000£. Там Хакерби играл очень успешно, особенно в связке с Дионом Даблином. Проведя за клуб во всех официальных матчах более 100 встреч, Хакерби был продан в «Лидс Юнайтед» за 6000000£. После этого, в декабре 2000 года, Хакерби перешёл в «Манчестер Сити», где играл очень успешно. В 2003 году Хакерби был отдан в аренду в «Ноттингем Форест», а затем в «Норвич Сити». В декабре 2003 года Хакерби был выкуплен у «Манчестер Сити» «Норвичем». В составе «канареек» Хакерби провёл 5 лет. За это время он дважды становился игроком года этой команды (в 2005 и 2007). В июле 2008 года Хакерби перешёл в клуб «Сан-Хосе Эртквейкс», выступающий в MLS. В составе новой команды Хакерби дебютировал 19 июля 2008 года в матче против «Торонто». 11 ноября 2008 Хакерби стал новичком года в MLS. После травмы бедра, полученной осенью 2009 года, Хакерби, по-видимому, уходит из большого футбола.